# Avoca (ort i Irland)
Avoca (iriska: Abhóca) är en ort i republiken Irland. Den ligger i grevskapet Wicklow och provinsen Leinster, i den östra delen av landet vid en järnvägslinje. Avoca ligger 32 meter över havet och antalet invånare är 753.
Terrängen runt Avoca är kuperad åt nordväst, men åt sydost är den platt. Avoca ligger nere i en dal. Trakten runt Avoca består i huvudsak av jordbruksmark och skog.